# Stefan Grajek
Stefan Grajek, właściwie Szlomo Grajek (hebr. סטפן גראייק; ur. 15 grudnia 1915 w Warszawie, zm. 13 kwietnia 2008 w Izraelu) – żydowski działacz ruchu oporu w getcie warszawskim, uczestnik tamtejszego powstania oraz powstania warszawskiego, działacz syjonistyczny i kombatancki, autor wspomnień.

## Życiorys
Urodził się w Warszawie w rodzinie żydowskiej. Należał do He-Chalucu i był kierownikiem Hachszary na Grochowie. Był także członkiem Poalej Syjon-Prawicy.

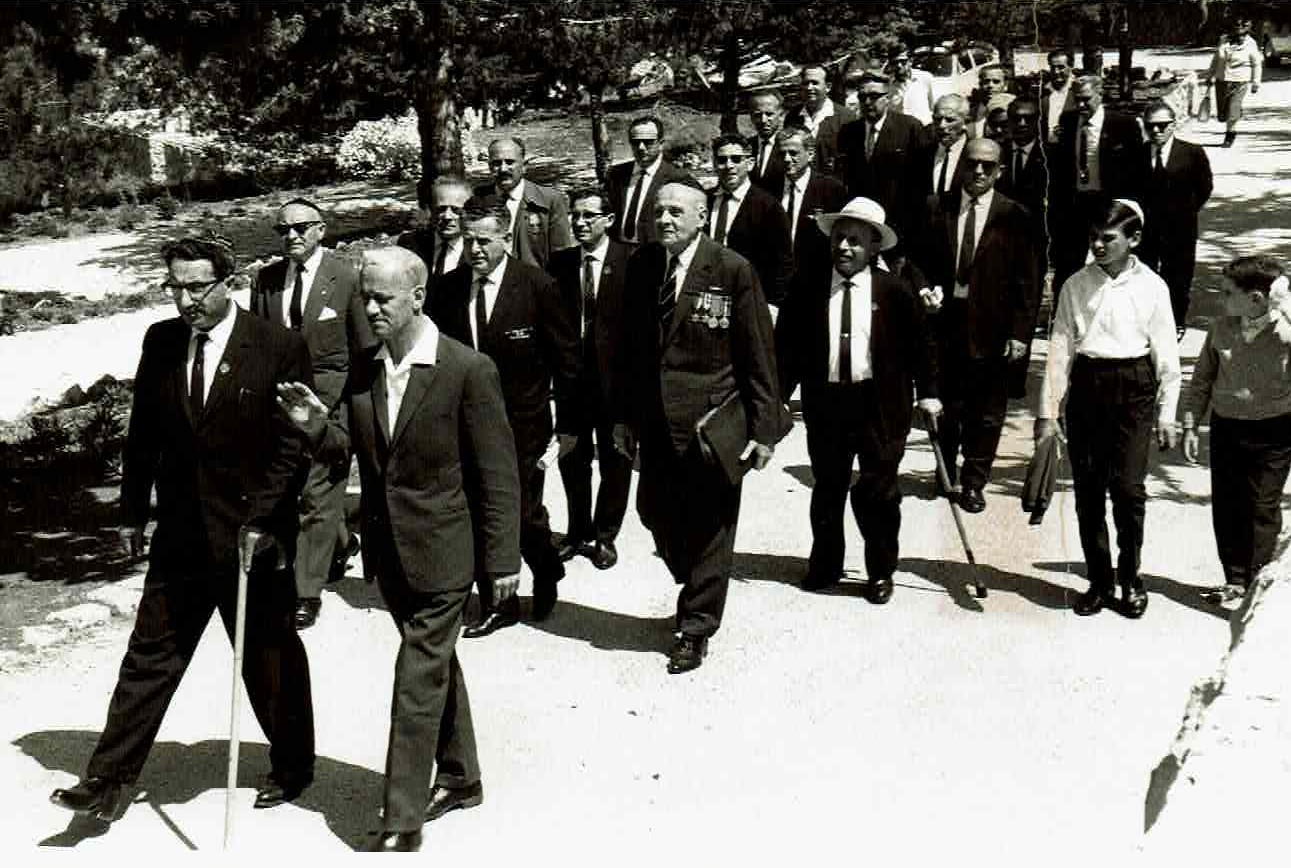
Wiec protestacyjny Ocalałych z Holokaustu przeciwko przyjazdowi pierwszego ambasadora Niemiec w Izraelu, 8 sierpnia 1965 roku. Na czele z prawej Stefan Grajek

Podczas II wojny światowej został przesiedlony do getta warszawskiego. Był współzałożycielem konspiracyjnego ruchu Poalej Syjon i członkiem jego centralnego kierownictwa. Był także współzałożycielem Żydowskiej Organizacji Bojowej oraz Żydowskiego Komitetu Koordynacyjnego. Po wielkiej akcji deportacyjnej latem 1942 roku działał na terenie szopów Schultza i Toebbensa. Z jego inicjatywy wykopano tunel, przez który grupa bojowników getta przeszła z ulicy Leszno na ulicę Ogrodową po aryjskiej stronie miasta. Uczestniczył w powstaniu warszawskim, po którym ukrywał się w Kielcach.
Po zakończeniu wojny organizował nielegalną emigrację (Bricha) do Palestyny. Był członkiem Centralnego Komitetu Żydów w Polsce. W 1950 wyemigrował do Izraela.
Przez wiele lat był przewodniczącym Światowej Federacji Żydowskich Kombatantów oraz członkiem Międzynarodowej Rady Oświęcimskiej. Swoje wspomnienia zawarł w książce Trzy dni walk.